# Saana
De Saana is een berg in het noordwesten van Finland. De berg ligt in de gemeente Enontekiö vlak bij het dorp Kilpisjärvi en het meer Kilpisjärvi op minder dan 12 km van Treriksröset, het drielandenpunt met Noorwegen en Zweden. De berg is 1029 meter hoog. De berg is een heilige plek voor de oorspronkelijke bewoners van het gebied, de Samen. De naam Saana is de Samische naam voor een paddenstoel uit het geslacht Polyporus, een geslacht van paddenstoelen behorende tot de familie der Polyporaceae. De berg heeft deze naam gekregen vanwege zijn bijzondere vorm.
Het gebied ten westen van de berg is sinds 1988 een beschermd natuurgebied waar veel bijzondere dier- en plantsoorten leven en daarom niet toegankelijk voor mensen. De berg is van 15 mei tot 1 september helemaal voor bezoekers afgesloten.

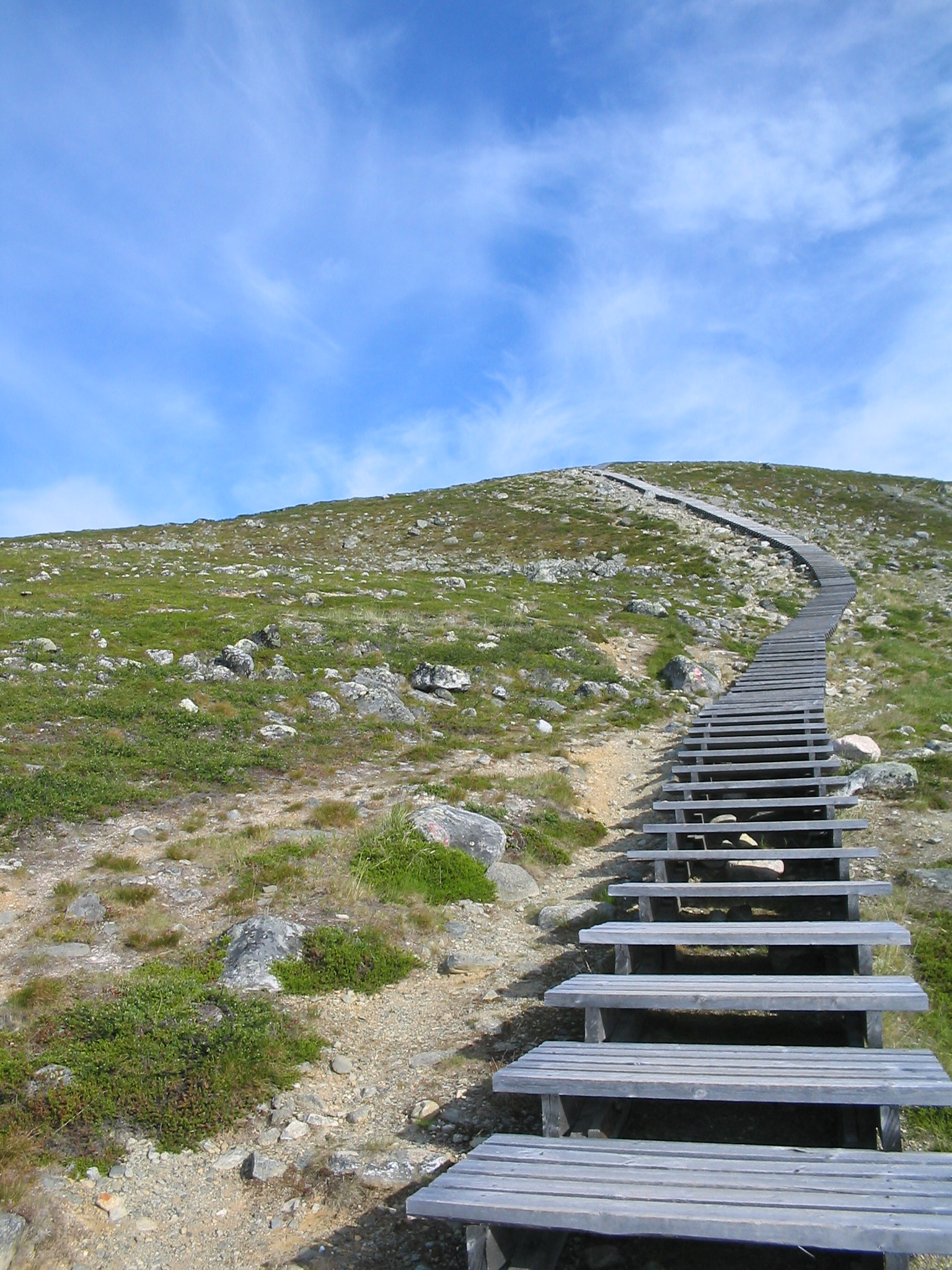
Trap in 2005